# Oxynoe olivacea
Oxynoe olivacea (лат.) — вид брюхоногих моллюсков из семейства Oxynoidae подкласса Heterobranchia. Несмотря на внешнее сходство с голожаберными моллюсками, Oxynoe olivacea им не является. Как и другие виды Oxynoe, этот моллюск имеет небольшую, хрупкую раковину.

## Описание
Размеры тела от 20 мм до 45 мм. Тело удлинённое ярко-зелёое, расширенное перед серединой, с длинным и узким хвостом. Головные щупальца частично прикрывает раковина длиной 12 мм и шириной 9 мм. Линия их соединения образует гребень по всей длине хвоста. Границы стопы, головных щупалец, а также концы щупалец окаймлены чередующимися бледно-красными и сине-чёрными пятнами. Стопа желтоватая.

## Образ жизни
Питается водорослями рода Caulerpa. Моллюск способен превращать сесквитерпеноид каулерпенин, содержащихся в этих водорослях, в окситоцин. Предпочитаемым в питании видом является Caulerpa prolifera. Некоторые учёные предлагают использовать этого моллюска для биологической борьбы с вторжением инвазивной тропической водоросли Caulerpa taxifolia.
Являются гермафродитами. В процессе спаривания сперма одной особи или в одностороннем порядке передается другой или они взаимно обмениваются ею. Способны откладывать от 2,5 до 29,1 тыс. яиц каждые четыре дня.

## Распространение
Oxynoe olivacea обитает в Средиземном море.